# Ban (monedă)
Ban este un termen numismatic. 

## Istoric
Denumirea de ban a fost purtată de o categorie de monede reprezentând cel mai mic nominal aflat în circulație în Țara Românească în perioada cca 1365 (primele emisiuni monetare ale lui Vladislav I) - cca 1462 (sfârșitul principalei domnii a lui Vlad Țepeș, ultimul voievod muntean care se pare că a emis acest nominal). După încetarea emiterii de către principii români a banilor, aceștia au fost înlocuiți de akcele, echivalentul nominal al banilor în Imperiul Otoman
Akceaua (în turcă akçe, iar în turca otomană: آقچه) este moneda otomană emisă pentru prima dată în timpul domniei sultanului Orhan Gazi (1324 - 1362) și a purtat numele monedei bizantine aspron-trahi, de aici denumirea în documentele românești de aspri sau aspri-bani. În circulația Țării Românești asprii sunt menționați de la începutul secolului al XV-lea fiind folosiți mai ales în negoțul cu amănuntul. În secolul al XVI-lea, turcii au emis și asprii de aramă - apar în Țara Românească la 1566 - valorând ½ din asprii de argint. În acea epocă asprul valora un ban (alteori doi bani), sau 1/3 dintr-o para. În 1687 când a fost emis piastrul, asprul a devenit submultiplul său legal; un piastru valora 120 de aspri (120 de bani apoi de la 1694, 132 bani, ceea ce făcea ca în practică să se confunde cu banul. Banii - de argint, bilon sau bronz - au circulat pe piața internă și externă până în secolul al XVIII-lea. Greutatea lor a variat între 0,20 - 0,45 g. (media 0,35), iar valoarea relativă a fluctuat. Echivalențele cele mai statornice: în Transilvania - un ban era egal cu un obol sau ½ dinar. Dincoace de Carpați (secolele al XVII-lea - al XVIII-lea) 1/120 și 1/133 dintr-un leu, 1/200 dintr-un ughi, 1/110, 1/90, apoi 1/80 dintr-un zlot, 1/3 apoi ¼ dintr-o para. Ca monedă divizionară a îndeplinit funcția de instrument de plată în tranzacțiile comerciale mărunte, în achitarea taxelor vamale sau ale altor dări. De asemenea dată fiind larga sa circulație a servit ca monedă de calcul subdivizionară, pentru tranzacții mărunte mult timp după dispariția sa de pe piața comercială.
În epoca modernă denumirea de ban s-a folosit și se folosește încă pentru moneda circulantă cu cea mai mică valoare, a suta parte dintr-un leu românesc și respectiv dintr-un leu moldovenesc.

## Definiții și comentarii
- Petre Țuțea - „...Eu nu detest burghezia. Eu m-am lămurit că un om care vrea să fie bogat nu este un păcătos. Spunea un preot bătrân: Circulă o zicală că banul e ochiul dracului. Eu nu-l concep ca ochiul dracului, eu îl concep ca pe o scară dublă. Dacă-l posezi, indiferent în ce cantități, și te miști în sus binefăcător pe scară, nu mai e ochiul dracului. Iar dacă cobori, atunci te duci cu el în infern, prin vicii, prin lăcomie și prin toate imperfecțiile legate de orgoliu și de pofta de stăpân...”[2]